# قول‌لار، داغستان
قول‌لار (به لاتین: Kullar) یک منطقهٔ مسکونی در روسیه است که در شهرستان دربند (روسیه) واقع شده‌است.